# Lhospitalet
Lhospitalet is een voormalig gemeente in het Franse departement Lot in de regio Occitanie en telt 373 inwoners (1999). De plaats maakt deel uit van het arrondissement Cahors.

## Geschiedenis
Lhospitalet is op 1 januari 2025 gefuseerd met de gemeente Pern tot de gemeente Pern-Lhospitalet.

## Geografie
De oppervlakte van Lhospitalet bedraagt 15,0 km², de bevolkingsdichtheid is 24,9 inwoners per km².

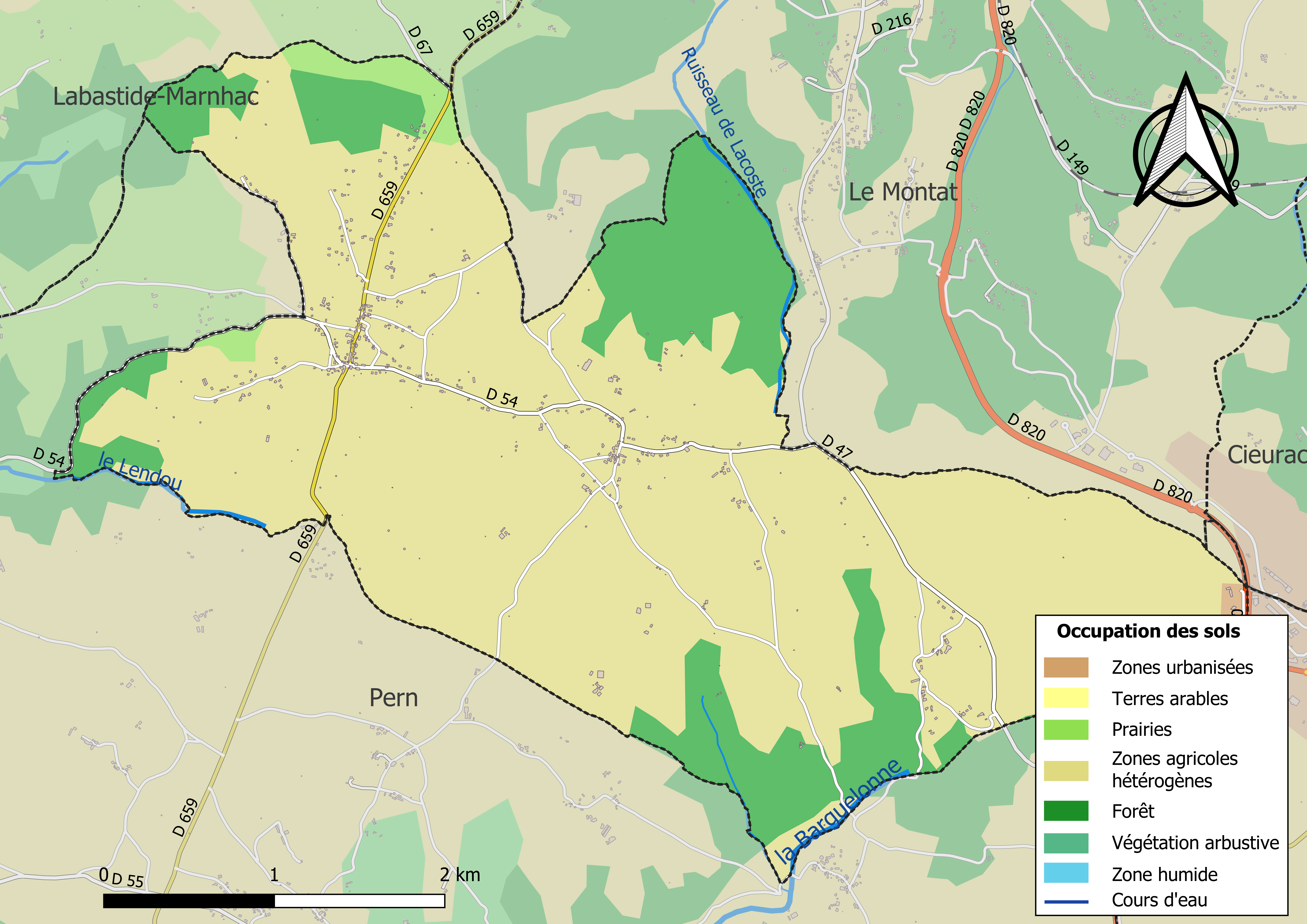
Kaart van de gemeente met de belangrijkste infrastructuur, bodemgebruik en omliggende gemeenten

## Demografie
Onderstaande figuur toont het verloop van het inwonertal.